# خرمک
خرمک روستایی در دهستان طبس مسینا بخش گزیک شهرستان درمیان استان خراسان جنوبی ایران است. بر پایه سرشماری عمومی نفوس و مسکن در سال ۱۳۹۰ جمعیت این روستا ۱۱۲ نفر (در ۲۴ خانوار) بوده‌است.